# Алчевский коксохимический завод
Алче́вский коксохимический завод (ПАО «Алчевсккокс»; укр. Алчевський коксохімічний завод) — коксохимическое предприятие в городе Алчевск Луганской области — одно из крупнейших в Донбассе.

## История
Коксохимический завод был построен в конце 1920х годов в ходе индустриализации СССР. Первые руководители: Лямочкин, Качура, Яновский.
Во время Великой Отечественной войны завод серьёзно пострадал в ходе боевых действий и немецкой оккупации города (12 июля 1942 — 2 сентября 1943), но в соответствии с четвёртым пятилетним планом восстановления и развития народного хозяйства СССР был восстановлен и возобновил работу.
В целом, в советское время завод входил в число крупнейших предприятий города.
В мае 1995 года Кабинет министров Украины утвердил решение о приватизации завода, после чего государственное предприятие было преобразовано в открытое акционерное общество.
В августе 1997 года завод был включён в перечень предприятий, имеющих стратегическое значение для экономики и безопасности Украины.
2003 год завод завершил с чистой прибылью 4,334 млн гривен. По состоянию на 31 декабря 2003 года, 35,67 % акций предприятия владела корпорация «Индустриальный союз Донбасса», 24,9 % — аффилированный с ИСД металлотрейдер «Украинская горно-металлургическая компания» (Киев), по 14,23 % принадлежали дочернему предприятию ИСД «Донецкий индустриальный союз» и компании «Виан» (Донецк). Ещё 5,8 % акций завода владеет туристическая фирма «САМ» (Киев).
В начале декабря 2004 года Антимонопольный комитет Украины разрешил корпорации «Индустриальный союз Донбасса» купить более 50 % акций коксохимического завода, и в начале 2005 года собственником 94,84 % акций завода стала корпорации «Индустриальный союз Донбасса».
После начала весной 2014 года войны в Донбассе предприятия оказалось на территории, контролируемой самопровозглашённой Луганской Народной Республикой, в непосредственной близости от линии фронта. После того, как в январе — феврале 2017 года установлена блокада ЛНР и ДНР, положение коксохимического комбината ухудшилось и он остановил работу.
В марте 2018 года завод частично возобновил работу, поставляет продукцию на Алчевский металлургический комбинат.
В сентябре 2021 года стало известно, что хозяйственный суд Луганской области признал банкротом ОАО «Алчевский коксохимический завод» и открыл ликвидационную процедуру (дело № 913 / 720/20).

## Деятельность
Завод обеспечивал потребности соседнего Алчевского металлургического комбината и частично Днепровского металлургического комбината имени Ф. Э. Дзержинского в коксе
Объём продукции в 2005 году:
- кокс — 2,6299 млн тонн (3-е место на Украине — 13,9 %).
- в 2011 году (кокс) — 3021 тыс. тонн[11]

Другая продукция:
• кокс доменный
• коксовый орешек
• коксовая мелочь
• смола каменноугольная
• бензол сырой
• кислота серная техническая
• сульфат аммония
• газ коксовый очищенный.